# François Barraud

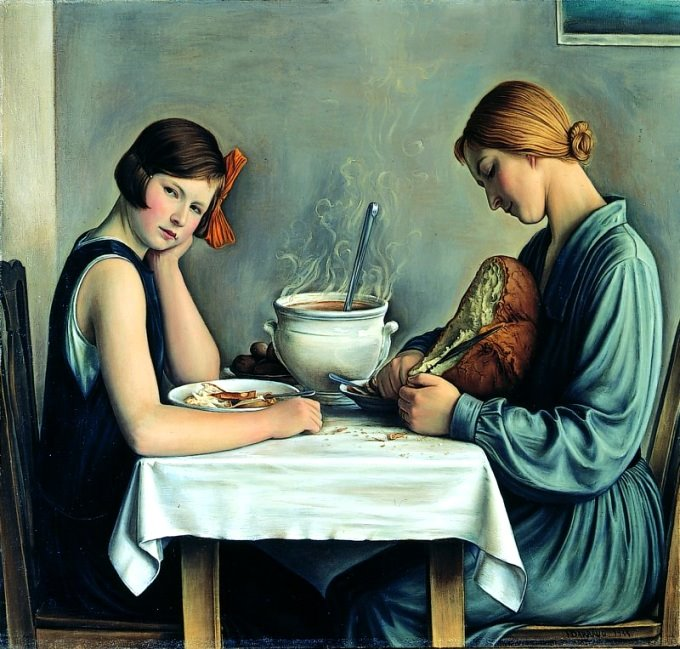
Barraud: La Tailleuse de Soupe, olja på duk, 1933.

François Barraud, född 14 november 1899 i La Chaux-de-Fonds, död 11 september 1934 i Genève, var en schweizisk konstnär.
Barraud var den äldste av fyra bröder, som alla målade eller skulpterade vid olika tillfällen i sina liv. Bröderna François, Aimé, Aurèle och Charles var i stort sett självlärda konstnärer som hade uppfostrats som murare och husmålare. François Barraud deltog kvällskurser i den lokala konstskolan 1911 tillsammans med sina bröder. 1919 visade han upp sina målningar i La Chaux-de-Fonds och deltog i den nationella utställningen för de sköna konsterna i Basel. Uppmuntrad av framgången av utställningarna han lämnade Schweiz 1922 och flyttade till Reims i Frankrike, där han arbetade som målare i två år. Han gifte sig 1924 med Marie, en fransk kvinna. Hon figurerade därefter som en modell i flera av hans målningar. Omkring 1924 eller 1925 fann Barraud arbete i Paris som konstnär och hantverkare. Under tiden i Paris studerade han måleri vid École du Louvre.
François Barraud målade främst stilleben, kvinnliga nakenstudier och porträtt, däribland flera dubbla porträtt av sig själv och sin hustru, Marie. Hans exakta, realistiska måleri utvecklats under inflytande av de gamla flamländska och franska mästare han hade studerat på Louvren.
Barraud drabbades periodvis av sjukdom under hela sitt liv och avled i tuberkulos i Genève 1934, i en ålder av 34 år. Arthur Stoll hade en stor samling av François Barrauds verk. Dessa finns också i Musée des Beaux-Arts i La Chaux-de-Fonds, i Coninx Museum i Zürich och vid Stiftelsen för konst, kultur och historia i Winterthur.